# This Is What the Truth Feels Like
| Оценки критиков      | Оценки критиков |
| Источник             | Оценка          |
| -------------------- | --------------- |
| AllMusic             | [ 4 ]           |
| The A.V. Club        | C+              |
| Entertainment Weekly | A−              |
| NME                  | 3/5             |
| The Observer         | [ 8 ]           |
| Pitchfork Media      | 5.9/10          |
| Rolling Stone        | [ 9 ]           |
| Slant Magazine       | [ 10 ]          |
| Spin                 | 5/10            |
| USA Today            | [ 12 ]          |

This Is What the Truth Feels Like — третий студийный альбом американской певицы и автора Гвен Стефани, выпущенный 18 марта 2016 года на лейбле Interscope Records. Он стал первым сольным альбомом за десять лет музыкальной карьеры певицы.

## Отзывы критиков
Альбом This Is What the Truth Feels Like получил положительные отзывы музыкальных критиков и интернет-изданий: Entertainment Weekly, Los Angeles Times, Us Weekly, Boston Globe, Slant Magazine, NME, The Observer, The A.V. Club, Rolling Stone, AllMusic, USA Today.

## Список композиций
| №                   | Название                             | Автор(ы)                                                                     | Продюсеры                               | Длительность |
| ------------------- | ------------------------------------ | ---------------------------------------------------------------------------- | --------------------------------------- | ------------ |
| 1.                  | «Misery»                             | Gwen Stefani Justin Tranter Julia Michaels Mattias Larsson Robin Fredriksson | Mattman & Robin                         | 3:26         |
| 2.                  | «You’re My Favorite»                 | Stefani Tranter Michaels Greg Kurstin                                        | Kurstin                                 | 2:56         |
| 3.                  | «Where Would I Be?»                  | Stefani Tranter Michaels Kurstin                                             | Kurstin                                 | 3:18         |
| 4.                  | «Make Me Like You»                   | Stefani Tranter Michaels Larsson Fredriksson                                 | Mattman & Robin                         | 3:36         |
| 5.                  | «Truth»                              | Stefani Tranter Michaels Larsson Fredriksson                                 | Mattman & Robin                         | 3:34         |
| 6.                  | «Used to Love You»                   | Stefani Tranter Michaels Jonathan "J.R." Rotem Teal Douville                 | Rotem                                   | 3:47         |
| 7.                  | «Send Me a Picture»                  | Stefani Tranter Michaels Kurstin                                             | Kurstin                                 | 3:35         |
| 8.                  | «Red Flag»                           | Stefani Tranter Raja Kumari Rotem                                            | Rotem                                   | 3:20         |
| 9.                  | «Asking 4 It» (пр участии Fetty Wap) | Stefani Tranter Michaels Tor Hermansen Mikkel Eriksen Willie Maxwell II      | Stargate Tim Blacksmith [a] Danny D [a] | 3:30         |
| 10.                 | «Naughty»                            | Stefani Tranter Kumari Rotem                                                 | Rotem                                   | 3:07         |
| 11.                 | «Me Without You»                     | Stefani Tranter Michaels Rotem                                               | Rotem                                   | 3:33         |
| 12.                 | «Rare»                               | Stefani Tranter Michaels Kurstin                                             | Kurstin                                 | 3:55         |
| Общая длительность: | Общая длительность:                  | Общая длительность:                                                          | Общая длительность:                     | 41:37        |

| №                   | Название            | Автор(ы)                     | Продюсеры           | Длительность |
| ------------------- | ------------------- | ---------------------------- | ------------------- | ------------ |
| 13.                 | «Loveable»          | Stefani Tranter Kumari Rotem | Rotem               | 3:18         |
| Общая длительность: | Общая длительность: | Общая длительность:          | Общая длительность: | 44:55        |

| №                   | Название            | Автор(ы)                                  | Продюсеры           | Длительность |
| ------------------- | ------------------- | ----------------------------------------- | ------------------- | ------------ |
| 13.                 | «Rocket Ship»       | Stefani Tranter Michaels Rotem Douville   | Rotem Douville [b]  | 3:08         |
| 14.                 | «Getting Warmer»    | Stefani Tranter Michaels Rotem Mike Green | Rotem Green [b]     | 3:24         |
| 15.                 | «Obsessed»          | Stefani Tranter Kumari Rotem              | Rotem               | 3:36         |
| 16.                 | «Splash»            | Stefani Tranter Kumari Rotem              | Rotem               | 3:50         |
| 17.                 | «Loveable»          | Stefani Tranter Kumari Rotem              | Rotem               | 3:18         |
| Общая длительность: | Общая длительность: | Общая длительность:                       | Общая длительность: | 58:53        |

| №                   | Название            | Автор(ы)                                | Продюсеры           | Длительность |
| ------------------- | ------------------- | --------------------------------------- | ------------------- | ------------ |
| 13.                 | «Rocket Ship»       | Stefani Tranter Michaels Rotem Douville | Rotem Douville [b]  | 3:08         |
| 14.                 | «Getting Warmer»    | Stefani Tranter Michaels Rotem Green    | Rotem Green [b]     | 3:24         |
| 15.                 | «Obsessed»          | Stefani Tranter Kumari Rotem            | Rotem               | 3:36         |
| 16.                 | «Splash»            | Stefani Tranter Kumari Rotem            | Rotem               | 3:50         |
| Общая длительность: | Общая длительность: | Общая длительность:                     | Общая длительность: | 55:35        |

| №                   | Название            | Автор(ы)                                                      | Продюсеры           | Длительность |
| ------------------- | ------------------- | ------------------------------------------------------------- | ------------------- | ------------ |
| 13.                 | «Rocket Ship»       | Stefani Tranter Michaels Rotem Douville                       | Rotem Douville [b]  | 3:08         |
| 14.                 | «Getting Warmer»    | Stefani Tranter Michaels Rotem Green                          | Rotem Green [b]     | 3:24         |
| 15.                 | «Obsessed»          | Stefani Tranter Kumari Rotem                                  | Rotem               | 3:36         |
| 16.                 | «Splash»            | Stefani Tranter Kumari Rotem                                  | Rotem               | 3:50         |
| 17.                 | «Loveable»          | Stefani Tranter Kumari Rotem                                  | Rotem               | 3:18         |
| 18.                 | «War Paint»         | Stefani Tranter Kumari Rotem Lovy Longomba Douville Corraliza |                     | 3:49         |
| Общая длительность: | Общая длительность: | Общая длительность:                                           | Общая длительность: | 62:42        |

Примечания
- ↑  исполнительный продюсер
- ↑  сопродюсер

## Участники записи
Сведения взяты из буклета альбома.
- Гвен Стефани — вокал, креативный директор, рисунки, исполнительный продюсер, лирика
- Greg Kurstin — ударные, клавишные, продюсер, запись (треки 2, 3, 7, 12); гитара (треки 3, 12)
- Mikkel S. Eriksen — разные инструменты, запись
- Fetty Wap — приглашённый исполнитель (трек 9)
- Tony Maserati — микширование (треки 8, 10, 11, 13)
- Irving Azoff — менеджмент
- Jolie Clemens — арт-директор
- Chris Gehringer — мастеринг
- Другие

## Чарты и сертификации
This Is What the Truth Feels Like дебютировал на первом месте американского хит-парада Billboard 200, став первым для Гвен Стефани чарттоппером в США.

### Еженедельные чарты
| Чарт (2016)                              | Высшая позиция |
| ---------------------------------------- | -------------- |
| Австралия (ARIA)                         | 6              |
| Австрия (Ö3 Austria)                     | 38             |
| Бельгия/Фландрия (Ultratop)              | 32             |
| Бельгия/Валлония (Ultratop)              | 21             |
| Канада (Canadian Albums Chart)           | 3              |
| Чехия (ČNS IFPI)                         | 28             |
| Нидерланды (Album Top 100)               | 49             |
| Франция (SNEP)                           | 44             |
| Германия (Offizielle Top 100)            | 40             |
| Греция (IFPI)                            | 36             |
| Ирландия (IRMA)                          | 17             |
| Италия (Classifica album)                | 56             |
| Япония (Oricon)                          | 74             |
| Новая Зеландия (RMNZ)                    | 15             |
| Норвегия (VG-lista)                      | 40             |
| Шотландия (Scottish Albums Chart)        | 13             |
| Республика Корея (Gaon)                  | 75             |
| Республика Корея (Gaon)                  | 28             |
| Республика Корея (Gaon) · Deluxe edition | 15             |
| Испания (PROMUSICAE)                     | 42             |
| Швейцария (Schweizer Hitparade)          | 10             |
| Китайская Республика (Five Music)        | 2              |
| Великобритания (UK Albums Chart)         | 14             |
| США (Billboard 200)                      | 1              |

1. ↑  Note: On the chart page, select 2016 第12週 from a dropdown menu at the bottom of the page to retrieve the correct chart data.

## История релиза
| Дата          | Формат(ы)           | Лейбл                        | Издание         | Ссылки |
| ------------- | ------------------- | ---------------------------- | --------------- | ------ |
| 18 марта 2016 | CD digital download | Interscope Polydor Universal | Standard deluxe | [ 17 ] |